# Cuórum de los Doce Apóstoles

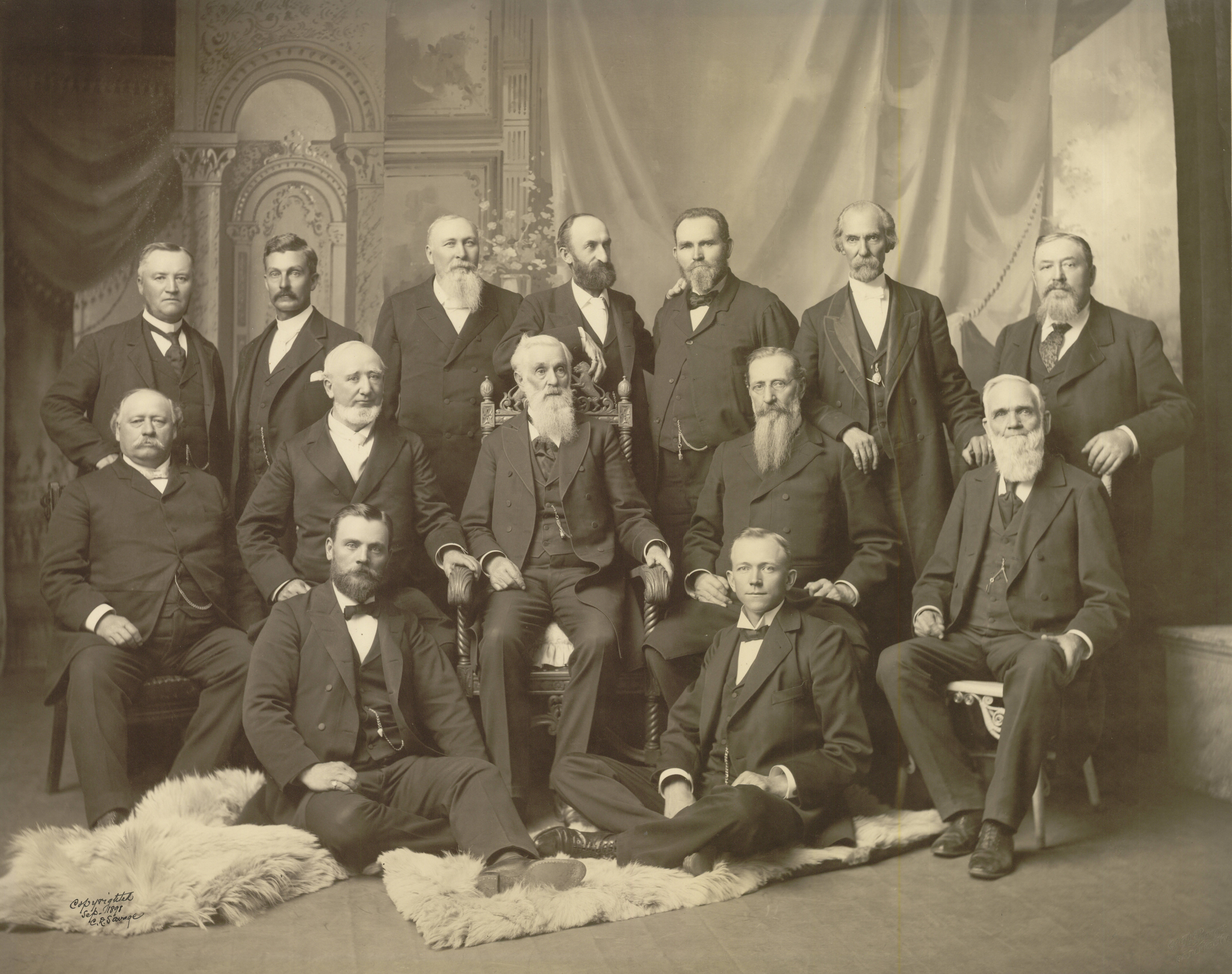
La Primera Presidencia y el Cuórum de los Doce Apóstoles en septiembre de 1898 con todos menos uno de sus miembros, Reed Smoot.

El Cuórum de los Doce Apóstoles (conocido también como  Cuórum de los Doce) es uno de los cuerpos jerárquicos que gobierna y preside sobre La Iglesia de Jesucristo de los Santos de los Últimos Días, constituido por doce hombres a quienes la Iglesia ordena y sostiene como apóstoles, y son considerados como profetas, videntes y reveladores, con la misma autoridad eclesiástica y legal que la Primera Presidencia. Originalmente la jurisdicción de este cuórum religioso se limitaba a regiones del mundo fuera de la sede de la Iglesia. En el presente, las decisiones en la política de la iglesia SUD son tomadas unánimemente entre el Cuórum de los Doce Apóstoles y la Primera Presidencia. Otras denominaciones del movimiento de los Santos de los Últimos Días retienen alguna versión de los Doce establecida en los orígenes del movimiento.

## Historia
Siguiendo la línea restauracionista del movimiento Santos de los Últimos Días, en febrero de 1835, Joseph Smith pidió a los tres testigos que seleccionaran a doce hombres que conformaran un grupo de dirigentes similar a los apóstoles originales de Jesucristo. La lista fue anunciada en una reunión de la iglesia el 14 de febrero de 1835 y los doce hombres fueron apartados al oficio de apóstoles dentro del Sacerdocio de la Iglesia. Después de la crisis de sucesión causada por la muerte de Joseph Smith, -en 1844-, doce de los dieciocho hombres que constituyeron el Cuórum de los Doce Apóstoles bajo la presidencia de Smith, siguieron al presidente Brigham Young hasta el territorio de Utah. Los otros tres apóstoles originales continuaron como apóstoles para la Iglesia fundada por James Strang. Otro, John E. Page, quien habría bautizado a más de 600 personas para la Iglesia, continuó como apóstol para la Iglesia de Cristo (Terreno del Templo), llamados también Hendriquitas, establecidos en Misuri. Por su parte, William Smith, hermano de Joseph Smith y miembro original del Cuórum de los Doce Apóstoles, estableció su propia iglesia y después de su disolución, se unió a la Comunidad de Cristo, otra de las ramas del movimiento Santo de los Últimos Días, aunque no formó parte de los Doce en esa iglesia. Finalmente, William E. M'Lellin se unió a múltiples iglesias que seguían la línea SUD, cada uno de los cuales reconoció su apostolado.

### Miembros del Cuórum de los Doce Apóstoles previos a 1844
Anterior a 1844 la antigüedad en el cuórum se decidía por la edad del miembro. Desde entonces se toma la fecha cuando la persona es llamada a formar parte del cuórum. La lista incluye la fecha de ordenación al cuórum, en algunos casos se usa la fecha del llamamiento por no estar claro cuando fue la fecha de ordenación oficial.
- Thomas B. Marsh (26 de abril de 1835) – excomulgado en 1838, volvió a la Iglesia SUD en 1857.
- David W. Patten (15 de febrero de 1835) – asesinado en 1838.
- Brigham Young (14 de febrero de 1835) – permaneció con los SUD después de 1844.
- Heber C. Kimball (14 de febrero de 1835) – permaneció con los SUD después de 1844.
- Orson Hyde (15 de febrero de 1835) – permaneció con los SUD después de 1844.
- William E. M'Lellin (15 de febrero de 1835) – excomulgado en 1838, se unió a: los Rigdonitas, Strangitas y Hendriquitas después de 1844.
- Parley P. Pratt (21 de febrero de 1835) – permaneció con los SUD después de 1844.
- Luke S. Johnson (15 de febrero de 1835) – excomulgado en 1838, volvió a la Iglesia SUD en 1846.
- William Smith (15 de febrero de 1835) – se unió a los strangitas después de 1844.
- Orson Pratt (26 de abril de 1835) – permaneció con los SUD después de 1844.
- John F. Boynton (15 de febrero de 1835) – excomulgado en 1838, se unió a otra iglesia.
- Lyman E. Johnson (15 de febrero de 1835) – dejó la Iglesia en 1838
- John E. Page (19 de diciembre de 1838) – Strangita, Brewsterita y Hedriquita después de 1844
- John Taylor (19 de diciembre de 1838) – permaneció con los SUD después de 1844.
- Wilford Woodruff (26 de abril de 1839) – permaneció con los SUD después de 1844.
- George A. Smith (26 de abril de 1839) – permaneció con los SUD después de 1844.
- Willard Richards (14 de abril de 1840) – permaneció con los SUD después de 1844.
- Lyman Wight (8 de abril de 1841) – dejó la Iglesia después de 1844
- Amasa M. Lyman (agosto de 1842) – permaneció con los SUD después de 1844 saliendo de la iglesia en 1870.

## Teología
El Cuórum de los Doce Apóstoles es un consejo administrativo que gobierna La Iglesia de Jesucristo de los Santos de los Últimos Días y cada miembro de ese cuórum es aceptado dentro de la Iglesia como un apóstol, así como un profeta, un vidente y un revelador. Se considera que cada apóstol posee los derechos del Sacerdocio para usar todos los poderes otorgados por Dios para administrar la doctrina de la Iglesia y que debe fungir como un testigo especial de la divinidad y resurrección de Jesucristo. Una de las funciones principales del cuórum es la de asignar un sucesor cuando el presidente de la Iglesia fallece. Para ello, todos los hombres en la Iglesia; que son apóstoles, incluyendo los dos consejeros de la Primera Presidencia, se reúnen en un cuarto del templo de Salt Lake City, para asignar al nuevo presidente, determinado por la antigüedad de tiempo en el llamamiento como Apóstol. El segundo Apóstol de más antigüedad es sostenido como Presidente del Cuórum de los Doce Apóstoles.
Cualquier miembro varón y fiel de La Iglesia de Jesucristo de los Santos de los Últimos Días es candidato para ser llamado como Apóstol, en el momento que alguno de ellos muera, lo cual es públicamente anunciado en las conferencias generales de la Iglesia. Es la política de la Iglesia que los apóstoles, por lo general, sean hombres jubilados de sus carreras profesionales y sirven en condición de Apóstol por el resto de su vida.
En las Escrituras utilizadas por los Santos de los Últimos Días se indica que los miembros del Cuórum de los Doce Apóstoles tienen la responsabilidad de dirigir todos los asuntos de la Iglesia. La administración de la Iglesia tiene su fundamento teológico en el restauracionismo, siguiendo el patrón del apostolado establecido por Jesús y Sus apóstoles y descrito en los artículos de fe de la Iglesia: «Creemos en la misma organización que existió en la Iglesia Primitiva, esto es, apóstoles, profetas, pastores, maestros, evangelistas, etc».

## Miembros actuales del Cuórum de los Doce Apóstoles
En la actualidad, los hombres que conforman el Cuórum de los Doce Apóstoles de La Iglesia de Jesucristo de los Santos de los Últimos Días son escogidos por la Primera Presidencia y son:
1. Jeffrey R. Holland (n. 1940), llamado en 1994
2. Dieter F. Uchtdorf (n. 1940), llamado en 2004
3. David A. Bednar (n. 1952), llamado en 2004
4. Quentin L. Cook (n. 1940), llamado en 2007
5. D. Todd Christofferson (n. 1945), llamado en 2008
6. Neil L. Andersen (n. 1952), llamado en 2009
7. Ronald A. Rasband (n. 1951) llamado en 2015.
8. Gary E. Stevenson (n. 1955) llamado en 2015.
9. Dale G. Renlund (n. 1952) llamado en 2015.
10. Gerrit W. Gong (n. 1953) llamado en 2018.
11. Ulisses Soares (n. 1958) llamado en 2018.
12. Patrick Kearon (n. 1961) llamado en 2023.

Como presidente en funciones del Cuórum de los Doce Apóstoles a Jeffrey R. Holland